# Liste der denkmalgeschützten Objekte in Schwadorf
Die Liste der denkmalgeschützten Objekte in Schwadorf enthält die 9 denkmalgeschützten, unbeweglichen Objekte der niederösterreichischen Marktgemeinde Schwadorf.

## Denkmäler
| Foto |                 | Denkmal                                                                  | Standort                                       | Beschreibung | Metadaten |
| ---- | --------------- | ------------------------------------------------------------------------ | ---------------------------------------------- | --- | --- |
| ja   | Datei hochladen | Schloss Schwadorf HERIS-ID: 8476 Objekt-ID: 4430seit 2016                | Brucker Straße 10 Standort KG: Schwadorf       | Ein T-förmiger, mehrgeschoßiger Baukomplex aus dem Anfang des 17. Jahrhunderts, der zu Beginn des 19. Jahrhunderts umgebaut wurde und eine neue Fassade bekam. | BDA-Hist.: Q38004502 Status: Bescheid Stand der BDA-Liste: 2025-06-30 Name: Schloss Schwadorf GstNr.: 260/1 Schloss Schwadorf                  |
| ja   | Datei hochladen | Bildstock, Hochkreuz mit Grenzstein HERIS-ID: 32081 Objekt-ID: 29136     | Bundesstraße 10 Standort KG: Schwadorf         | Der Bildstock an der Budapester Straße B10 wurde um 1600 von vier Passauer Domherrn errichtet: Urban von Trennbach (Tarrenbach), Dr. Erasmus Gold von Lampoding, Ehrlichung und Pretzenau. Der Grenzstein trägt die Jahreszahl 1745.                                    | BDA-Hist.: Q37946106 Status: Bescheid Stand der BDA-Liste: 2025-06-30 Name: Bildstock, Hochkreuz mit Grenzstein GstNr.: 1126                   |
| ja   | Datei hochladen | Herrenhaus der Textilfabrik/Steiner Haus HERIS-ID: 11205 Objekt-ID: 7282 | Fischamender Straße 5 Standort KG: Schwadorf   | Das spätklassizistische Gebäude weist an den Fensterstürzen im Erdgeschoß Reliefs mit Putti auf. | BDA-Hist.: Q38092002 Status: Bescheid Stand der BDA-Liste: 2025-06-30 Name: Herrenhaus der Textilfabrik/Steiner Haus GstNr.: 71                |
| ja   | Datei hochladen | Pestsäule HERIS-ID: 11202 Objekt-ID: 7279                                | vor Hauptplatz 2 Standort KG: Schwadorf        | 1691 errichtete Weinrankensäule mit aufgesetzter Gnadenstuhlgruppe und Figuren der Pestheiligen. | BDA-Hist.: Q38091959 Status: § 2a Stand der BDA-Liste: 2025-06-30 Name: Pestsäule GstNr.: 1164/2                                               |
| ja   | Datei hochladen | Kath. Pfarrkirche Mariae Himmelfahrt HERIS-ID: 8477 Objekt-ID: 4431      | Hauptplatz 4 Standort KG: Schwadorf            | Vor 1200 erwähnt, 1246 erstmals urkundlich erwähnt. | BDA-Hist.: Q38004575 Status: § 2a Stand der BDA-Liste: 2025-06-30 Name: Kath. Pfarrkirche Mariae Himmelfahrt GstNr.: 266 Pfarrkirche Schwadorf |
| ja   | Datei hochladen | Grabdenkmal Fellner von Feldegg HERIS-ID: 11199 Objekt-ID: 7276          | bei Himberger Straße 24 Standort KG: Schwadorf | Grabdenkmal in Form einer Tumba des Johann Michael Fellner von Feldegg am Ortsfriedhof von Schwadorf mit der Inschrift JOANNIS MICHAELIS EQUITIS FELLNER DE FELDEGG CHARAS CONTINENS RELIQUIAS. Auf dem abgezäunten Grab befinden sich weitere Grabstellen der Familie. | BDA-Hist.: Q38091887 Status: § 2a Stand der BDA-Liste: 2025-06-30 Name: Grabdenkmal Fellner von Feldegg GstNr.: 557                            |
| ja   | Datei hochladen | Kapelle Hl. Johannes Nepomuk HERIS-ID: 11200 Objekt-ID: 7277             | bei Johannesweg 2 Standort KG: Schwadorf       | 1759 von Christoph Anton von Migazzi errichtet und 1985 renoviert. | BDA-Hist.: Q38091918 Status: § 2a Stand der BDA-Liste: 2025-06-30 Name: Kapelle Hl. Johannes Nepomuk GstNr.: 227/1                             |
| ja   | Datei hochladen | Figurenbildstock Maria Immaculata HERIS-ID: 11201 Objekt-ID: 7278        | bei Wiener Straße 6 Standort KG: Schwadorf     | 1691 errichtet, renoviert durch Katharina Buchler 1894. | BDA-Hist.: Q38091929 Status: § 2a Stand der BDA-Liste: 2025-06-30 Name: Figurenbildstock Maria Immaculata GstNr.: 1115/1                       |
| ja   | Datei hochladen | Bildstock Fleischhackerkreuz HERIS-ID: 11204 Objekt-ID: 7281             | Standort KG: Schwadorf                         | Der Bildstock wurde 1734 von dem Fleischer Franz Ferschel errichtet. Das im unteren Teil der Säule eingravierte Hackbeil erinnert an einen Fleischergesellen, der an diesem Ort von Stieren attackiert und getötet wurde.                                               | BDA-Hist.: Q38091990 Status: § 2a Stand der BDA-Liste: 2025-06-30 Name: Bildstock Fleischhackerkreuz GstNr.: 1099                              |

## Ehemalige Denkmäler
| Foto |                 | Denkmal                          | Standort                                      | Beschreibung                                                                      | Metadaten                                                                                    |
| ---- | --------------- | -------------------------------- | --------------------------------------------- | --------------------------------------------------------------------------------- | -------------------------------------------------------------------------------------------- |
| ja   | Datei hochladen | Pfarrhof Objekt-ID: 7283bis 2017 | Fischamender Straße 20 Standort KG: Schwadorf | Errichtet im 16. Jahrhundert und im Eigentum der Pfarre Schwadorf, 2004 verkauft. | BDA-Hist.: Q38092027 Status: § 2a Stand der BDA-Liste: 2017-06-23 Name: Pfarrhof GstNr.: 216 |